# Hebeloma eburneum
Hebeloma eburneum Malençon, Champignon Supérieurs du Maroc 1: 445 (1970).

## Descrizione della specie

### Cappello
4–8 cm di diametro, carnoso, prima convesso con umbone largo e ottuso, gibboso, poi piano-convesso, infine piano, un po' depresso al centro e irregolarmente sinuoso-gibboso.
Marginelievemente involuto nel giovane, finemente striato-costolato per un brevissimo tratto, un po' sinuoso-lobato nell'adulto;
Cuticolaviscida, glutinosa se umida, glabra e lucida, di colore bianco uniforme nel giovane, poi, con la crescita, tende a colorarsi irregolarmente e a zone d'ocra-giallognolo molto pallido, soprattutto al centro.

### Lamelle
Smarginate al gambo, fitte, abbastanza larghe, intercalate da lamellule, inizialmente crema-argilla pallido, poi bruno caffellatte, bruno cioccolato, con filo intero o finemente eroso, lacrimante nel giovane, maculato di bruno nell'adulto.

### Gambo
5-8 x 0,7-1,8 cm, cilindrico, spesso incurvato, con base raramente un po' dilatata oppure leggermente attenuata, mai bulbosa, prima pieno, poi fistoloso negli esemplari adulti, finemente granuloso, fibrilloso-fioccoso, biancastro, spesso con macchie color ocra pallido alla base negli esemplari adulti.

### Carne
Biancastra, ocra-giallognolo pallido alla base del gambo.
- Odore: rafanoide leggero
- Sapore: mite

### Microscopia
Spore10,6 x 6 µm, brune in massa, amigdaliformi, con apice germinativo poco evidente, minutamente punteggiate, prevalentemente monoguttulate.
Basidi25-38 x 7-10,5 µm, tetrasporici, clavati, con fibbie.
Giunti a fibbiapresenti, numerosi.

## Habitat
Specie poco comune, cresce in autunno, solitario o gregario solo sotto Cedrus (cedro), preferibilmente sotto Cedrus atlantica.

## Commestibilità
Non commestibile, sospetto.

## Etimologia
Dal latino eburneum = di color avorio.

## Sinonimi e binomi obsoleti
- Hebelomatis eburneum (Malençon) Locq., (1979)